# Сейду Кейта (футболіст)
Сейду́ Кейта́ (фр. Seydou Keita; нар. 16 січня 1980 року, Бамако, Малі) — малійський футболіст, півзахисник збірної Малі та катарського клубу «Аль-Джаїш».

## Футбольна кар'єра
У «Марселі» Сейду зробив свій професіональний дебют, але не зміг закріпитися в клубі і перейшов у «Лор'ян».
У «Лор'яні» Сейду став одним із лідерів клубу провівши 58 матчів. Малійцем були зацікавлені кілька французьких клубів. Після двох сезонів в «Лор'яні» він перейшов у «Ланс». Там Сейду став капітаном команди.
11 липня 2007 року «Ланс» продав свого капітану у «Севілью». Контракт був розрахований на чотири сезони. Кейта зіграв 31 матч і забив 4 голи в іспанській Ла Лізі за клуб.
26 травня 2008 року Кейта підписав котракт із «Барселоною» на чотири роки. Новий клуб заплатив за нього 14 мільйонів євро.
В липні 2012 року розірвав контракт з каталонським клубом і перейшов на правах вільного агента в китайський «Далянь Аербін».

## Досягнення
- Володар Кубка Франції (1):

«Лор'ян»: 2001-02
- Чемпіон Іспанії (3):

«Барселона»: 2008-09, 2009-10, 2010-11
- Переможець Ліги чемпіонів УЄФА (2):

«Барселона»: 2008-09, 2010-11
- Володар Кубка Іспанії (2):

«Барселона»: 2008-09, 2011-12
- Володар Суперкубка Іспанії (4):

«Севілья»: 2007
«Барселона»: 2009, 2010, 2011
- Володар Суперкубка УЄФА (2):

«Барселона»: 2009, 2011
- Переможець клубного чемпіонату світу (2):

«Барселона»: 2009, 2011
- Бронзовий призер Кубка африканських націй: 2012, 2013